# Paul Enderling
Paul Enderling (* 22. April 1880 in Danzig; † 16. Januar 1938 in Stuttgart) war ein deutscher Schriftsteller und Übersetzer.

## Leben
Der aus Danzig stammende Enderling verfasste Erzählungen und Romane. Außerdem schrieb er Schauspiele und war als Übersetzer japanischer Gedichte und Novellen tätig. Neben Fräulein wurde Die Umwege des schönen Karl verfilmt. Der Film erschien 15 Tage nach dem Tod von Paul Enderling.
Er ist auch der Dichter der Hymne von Danzig: „Das ist die Stadt am Bernsteinstrand“.

## Werke (Auswahl)
- Am Fuße des Berges, 1912
- Zwischen Tat und Traum, 1913
- Ostpreußen, 1915
- Die dunkle Stadt, 1916
- Zwölf Geschichten, 1916
- Fräulein, Stuttgart 1920
- Stürme in der Stadt, Berlin [1922]
- Die Umwege des schönen Karl, Berlin [1920]
- Der Fremdling, Berlin-Schöneberg 1926
- Achtung, Detlev!, Bern 1937